# Kurd Qaburstan
Koordinaten: 35° 59′ 24″ N, 43° 51′ 36″ O
Kurd Qaburstan (arabisch كرد قابورستان; Kurd Qābūristān) ist eine antike archäologische Stätte im Gouvernement Erbil in der Region Kurdistan im Irak, 22 Kilometer südwestlich von Erbil. Sie gilt als eine der bedeutendsten archäologischen Stätten der Region und liegt auf halber Strecke zwischen den Flüssen Großer Zab und Kleiner Zab. Das moderne Dorf Yedi Kizlar erstreckt sich über den südöstlichen Teil der Unterstadt. Die Stätte stammt aus dem späten 3. Jahrtausend v. Chr., war jedoch hauptsächlich in der ersten Hälfte des 2. Jahrtausends, in der altbabylonischen und mitanniischen Zeit, besiedelt. Es wurde vermutet, dass sich hier die antike Stadt Qabra befand. In der Nähe gibt es vielversprechende Ausgrabungen in Tell Baqrta und Qasr Schemamok (Kilizu).

## Archäologie

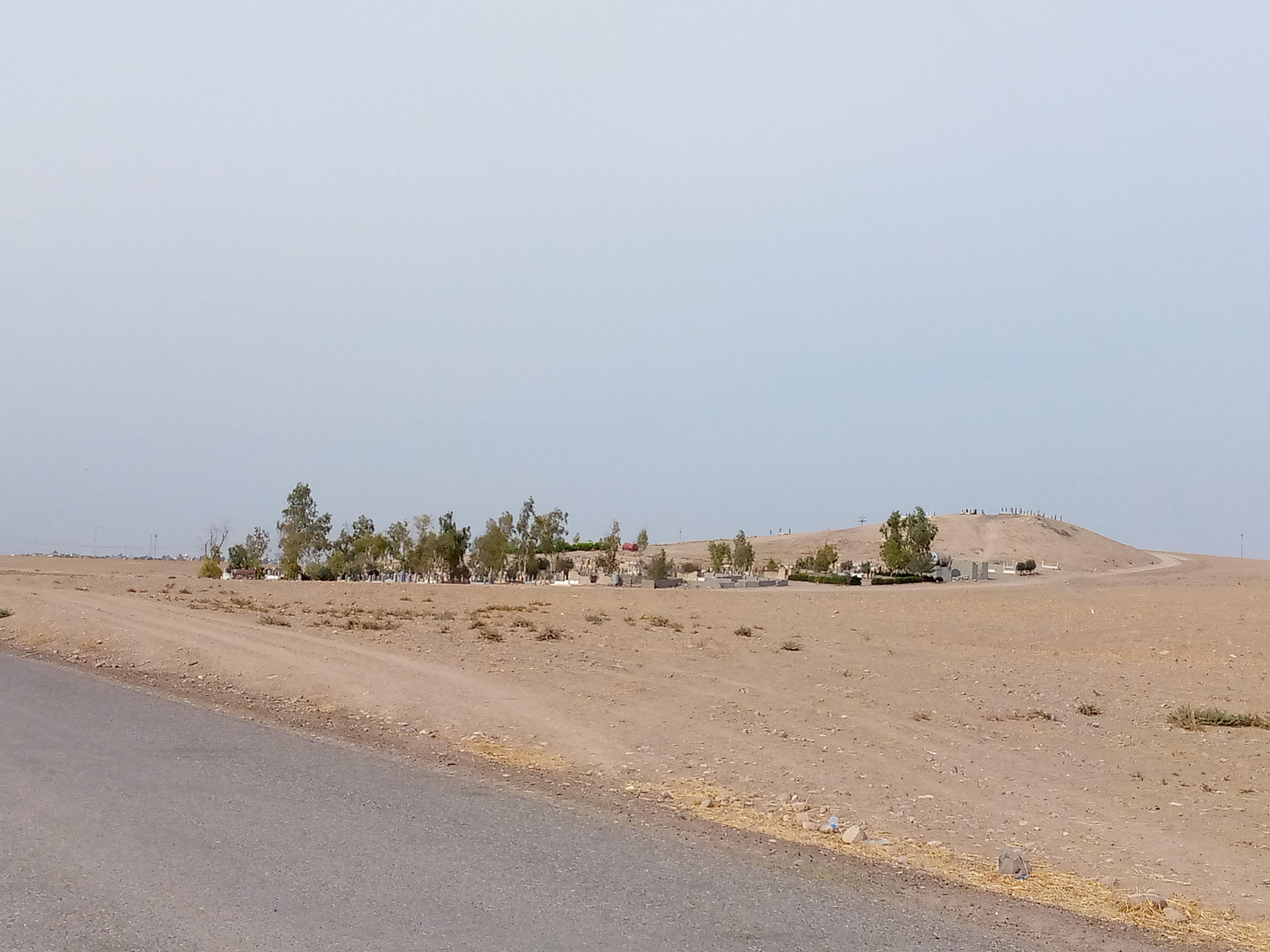
Kurd Qaburstan

Eine regionale Untersuchung des Erbil Plain Archaeological Survey unter der Leitung von Jason Ur von der Harvard University identifizierte den Standort (Standort 31, Kurd Qaburstan, UTM 397479 E/3983250 N) anhand von Satellitenbildern und Untersuchungen des Standorts. Auf dem CORONA/Keyhole-Bild aus den 1960er Jahren schien es sich um eine große, ummauerte Stadt zu handeln. Der 11 Hektar große zentrale Hügel (mit einem modernen Friedhof an seiner höchsten Stelle) ist 17 Meter hoch, wobei sich die Unterstadt etwa 3 Meter über die Ebene erhebt. Das Gelände hat eine Fläche von rund 118 Hektar und die umgebende Stadtmauer (mit einer Fläche von 105 Hektar) ist bis zu einer Höhe zwischen 1 und 3 Metern erhalten und hatte alle 20 Meter Bastionen.
In den Jahren 2013, 2014, 2017 und 2022 (mit einer Studiensaison im Jahr 2016) fanden Ausgrabungen unter der Leitung von Glenn Schwartz (Johns Hopkins University) und Andrew Creekmore (University of Northern Colorado) statt. Im Jahr 2013 wurde mit einer geophysikalischen Untersuchung begonnen und sieben kleine (6 × 10 Meter) Probenabschnitte eröffnet. Auf dem oberen Hügel wurden Überreste aus der Mitanni-Zeit und in der Unterstadt Überreste aus dem Mittelislam gefunden, und die Stadtmauer wurde bestätigt. Im Jahr 2014 wurde die geophysikalische Untersuchung fortgesetzt (bis zum Ende der Saison insgesamt 30 Hektar) und durch die Sammlung von Oberflächenscherben ergänzt. Die geophysikalische Untersuchung zeigte gut geordnete Straßen und Viertel in der Unterstadt innerhalb der Mauer. In fünf Gräben auf dem oberen Hügel wurden drei Phasen der Mitanni-Besetzung gefunden, darunter ein Rollsiegel. In einem Graben in der Unterstadt wurde eine Wohnsiedlung aus der mittleren Bronzezeit gefunden. In einem Graben am Südhang des oberen Hügels wurden zwei Phasen aus der Mittleren Bronzezeit gefunden, wobei die untere aus der altbabylonischen Zeit stammt. Dort wurde auch ein Grab aus der neubabylonischen Zeit ausgegraben (mit Stempelsiegeln, einem Zylindersiegel, bronzenen Knebelnadeln und einer bronzenen Fibel). Im Jahr 2017 ergaben weitere Arbeiten in der Unterstadt, dass das Bauwerk aus mittlerer Bronze auf jungfräulichem Boden in einer Tiefe von 3 Metern lag, was darauf hindeutet, dass die Unterstadt damals zum ersten Mal bewohnt war. Durch fortgesetzte geophysikalische Arbeiten wurde ein monumentaler Tempel in der Unterstadt vermutet, was durch Testgrabungen an besagter Stelle bestätigt wurde. Im Jahr 2022 wurde ein 19 × 4 Meter großer Graben am Nordhang des hohen Hügels auf einem großen Gebäude aus Mittleren Bronzezeit ausgehoben, das Brandespuren aufwies. In der östlichen Unterstadt wurden drei 10 × 10 Meter große Gräben angelegt. Die fortgesetzte Magnetometrie zeigte ein großes Bauwerk in der nördlichen Unterstadt, möglicherweise einen Palast.
Radiokarbondatierungen wurden inzwischen für vier Proben aus der mittleren Bronzezeit durchgeführt, drei aus der Oberstadt und eine aus der Unterstadt. Daraus ergab sich ein kalibrierter Datierungszeitraum von ca. 1875–1745 v. Chr., wobei ein Zerstörungshorizont auf ca. 1805–1733 v. Chr. datiert wird. Acht Proben wurden aus der späten Bronzezeit entnommen, alle aus der Oberstadt. Für die drei Phasen dieser Besiedlungsperiode wurden Datierungen von ca. 1538–1505 v. Chr. für Phase drei ermittelt, wobei Phase zwei ca. 1512–1491 v. Chr. begann und ca. 1501–1479 v. Chr. endete und Phase eins ca. 1489–1463 v. Chr. begann und ca. 1475–1435 v. Chr. endete. Die Daten deuten auf eine zwei Jahrhunderte dauernde Aufgabe des Ortes zwischen der Zerstörung in der mittleren Bronzezeit und der erneuten Besiedlung durch Mitanni hin.
Seit  2024 wird die Stätte von einem Team der University of Central Florida unter der Leitung von Tiffany Earley-Spadoni und Andrew Creekmore von der University of Northern Colorado ausgegraben. Das von der National Science Foundation finanzierte Projekt untersucht die sozialen Prozesse, die zum schnellen Wachstum der Stadt der mittleren Bronzezeit führten. Ergebnisse der Saison 2024 bestätigen die Existenz eines Palastes in der Unterstadt, basierend auf gut erhaltener monumentaler Architektur und Hinweisen auf administrative Aktivitäten wie Rollsiegel, einem Spielbrett und drei Keilschrifttafeln. Ausgrabungen in einem Wohnviertel nordwestlich des hohen Hügels gaben zudem Einblicke in das Alltagsleben in der antiken nordmesopotamischen Stadt. Eine der Tafeln wurde „in einer mit Müll gefüllten Lagerstätte zusammen mit Bauschutt und menschlichen Überresten“ gefunden. Die beiden anderen Tafeln wurden in einem administrativen Kontext neben Rollsiegeln und Vorratsgefäßen mit identischen vorgebrannten Topfmarken gefunden.

## Geschichte
Der obere Hügel von Kurd Qaburstan wurde erstmals Anfang des 3. Jahrtausends v. Chr. besiedelt. Die Besiedlung breitete sich zu Beginn des 2. Jahrtausends v. Chr. (Mittlere Bronzezeit) auf die Unterstadt aus und die Stadt erreichte ihre größte Ausdehnung während der altbabylonischen Zeit bis hin in die Mitanni-Zeit (mittlere Bronzezeit bis frühe Spätbronzezeit) hinein. Während der Spätbronzezeit zog sich nach einem langen Hiatus  die Besiedlung auf den Hochhügel und die nordöstliche Unterstadt zurück. Danach war die Besiedlung während der Sassanidenzeit sehr gering und beschränkte sich auf den oberen Hügel.

### Qabra (Qabara)
Es wurde vermutet, dass es sich bei Kurd Qaburstan um den Standort von Qabra handelt, der aus altbabylonischen Texten bekannt ist. Qabra ist weder vorher noch danach dokumentiert und es wird angenommen, dass es nur kurze Zeit unter diesem Namen bekannt war. Bekannt ist, dass Qabra von einer Koalition aus Ekallatum unter Šamši-Adad I. (ca. 1808–1776 v. Chr.) und Ešnunna unter Dāduša (ca. 1800–1779 v. Chr.) angegriffen und dann von Šamši-Adad I. nach langer Belagerung besetzt wurde und danach nochmal von dessen Sohn und Nachfolger Išme-Dagan I. Sowohl Dāduša als auch Išme-Dagan I. behaupteten von sich, Tunnelbauarbeiten zur Zerstörung der Stadtmauern von Qabra eingesetzt zu haben. Für seine Unterstützung erhielt Ešnunna die Kriegsbeute aus der Stadt. Ein Jahresname von Dāduša lautet „Jahr, in dem Dāduša Qabarum eroberte“. Nach einer kurzen Zeit der Unabhängigkeit unter Herrscher Ardigandi fiel die Stadt an Kakmum unter ihrem Herrscher Gurgurrum. Die Hauptquellen dieses Wissens sind die Dāduša-Stele, die Stele von Šamši-Adad I. (im Louvre), Texte aus Mari und Texte aus Tell Schemschara. Insbesondere ein Text von Mari, der lautet:

„To our lord speak! Your servants Ibal-Pi-El and Buqaqum (say), “We [arrived] in [the city of] Assur at bedtime and [heard] the following word from those around us: ‘Kakmum defeated Ardigandi, the [king of ] Qabra.’ This we heard from those around us. We arrived [in Ekallatum], and Isme-Dagan [spoke to us] as follows: He (said), ‘5 hundred troops of Gur-gurrum attacked [the land] of Ardigandi and looted [its villages]. 2 thousand troops of Ardi-gandi went out to the rescue and fought, and Kakmu went ahead and defeated Ardigandi. And his  (Ardigandi’s) high-ranking servants were running about  aimlessly. Now that man, from cause of having been defeated, [will]. And he will pay attention to your lord (Zimri-Lim).“

„Sprich zu unserem Herrn! Deine Diener Ibal-Pi-El und Buqaqum (sagen): „Wir [kamen] zur Schlafenszeit in [der Stadt] Assur an und [hörten] das folgende Wort von denen um uns herum: „Kakmum besiegte Ardigandi, den [König von] Qabra.“ .‘ Das hörten wir von denen um uns herum. Wir kamen [in Ekallatum] an und Išme-Dagan [sprach zu uns] wie folgt: Er (sagte): „Fünfhundert Truppen von Gur-gurrum griffen [das Land] Ardigandis an und plünderten [seine Dörfer]. Zweitausend Truppen von Ardigandi eilten zu Hilfe und kämpften, und Kakmu ging voran und besiegte Ardigandi. Und seine (Ardigandis) hochrangigen Diener rannten ziellos umher. Nun wird dieser Mann, weil er besiegt wurde, [wird]. Und er wird auf deinen Herrn [Zimri-Lim - König von Mari] achten.“